# K-12
In den USA ist K-12 eine weit verbreitete, zusammenfassende Bezeichnung für den primären und sekundären Bildungsbereich (primary and secondary education). Sie wird als „Kay through 12“ oder „Kay 12“ ausgesprochen und ist die Abkürzung für „Kindergarten bis 12. Schuljahr“.
In den meisten Schuldistrikten untergliedert sich die primary and secondary education in den Besuch einer Elementary School (Grundschule), einer Middle School (bzw. Junior High School) und einer High School. Vereinzelt bestehen jedoch auch Schuldistrikte mit K-12-Schulen, in denen Kinder vom Kindergarten bis zur 12. Klasse unter einem Dach unterrichtet werden und auch das High School Diploma erhalten.
Außerhalb der USA findet dieses System auch in Kanada, der Türkei, den Philippinen und Australien Anwendung.

## Einzelbelege
1. ↑  What is K-12 education? Abgerufen am 18. Januar 2024 (englisch).
2. ↑  Kindergarten to Grade 12 Students | Study in the States. Abgerufen am 18. Januar 2024.